# Vadi
Vadi (ook wel Ansh) is in de Noord-Indiase klassieke Hindoestaanse muziek de belangrijkste toon van een gegeven raga. De vadi is een vaak gespeelde, maar niet noodzakelijkerwijs altijd de meest gespeelde toon. Vadi en Samvadi zijn theoretische concepten die de shishiya helpen de speciale waarde of betekenis van de tonen te onderscheiden, die de raga zijn karakteristiek geven. 